# St. Johannes (Castell)

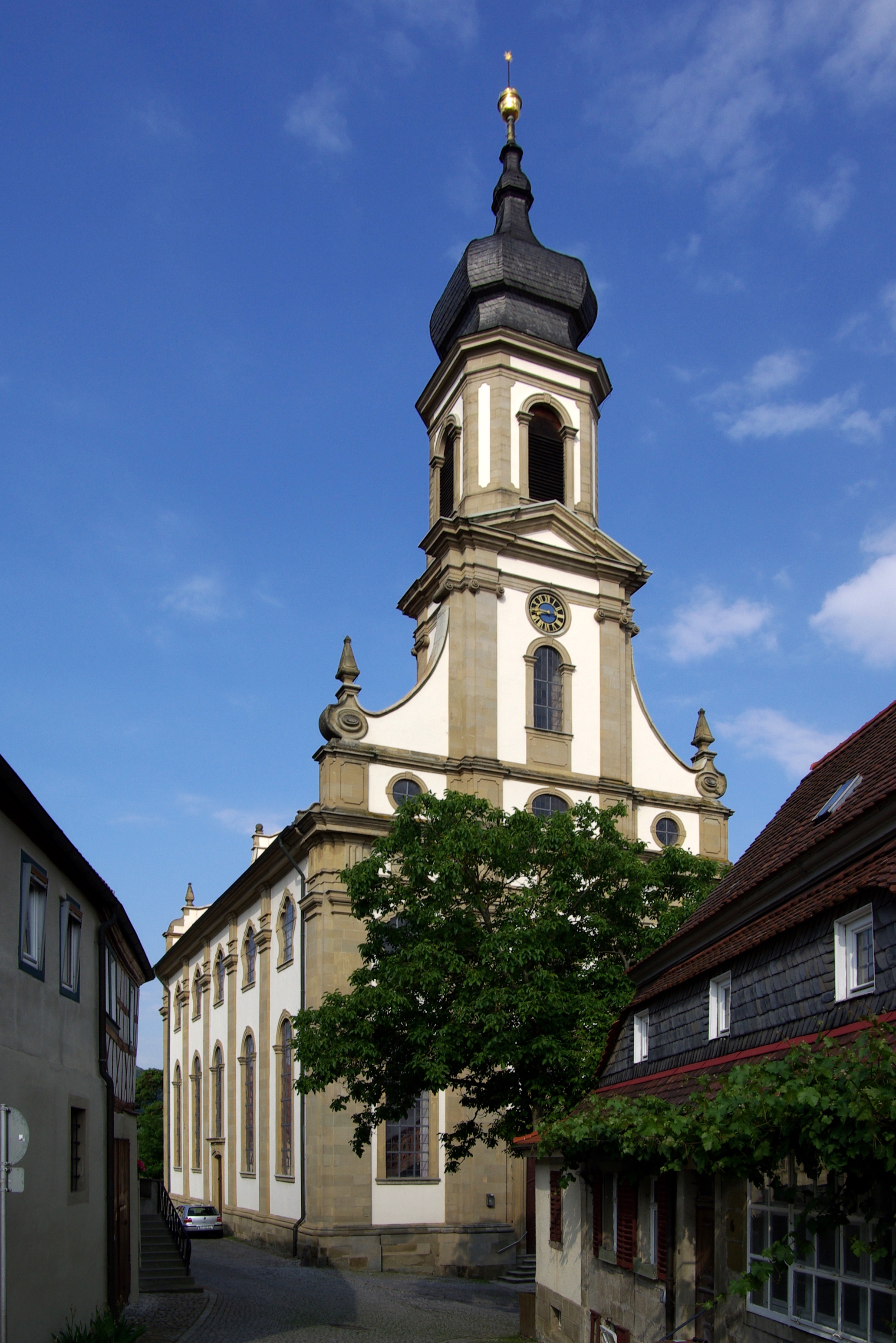
Die Kirche in Castell

Die St.-Johannes-Kirche in Castell ist eines der Wahrzeichen des unterfränkischen Dorfes. Die Kirche ist die Hauptkirche des evangelisch-lutherischen Dekanats Castell. Sie steht im Oberdorf am Hang des Herrenbergs am Kirchplatz des Ortes.

## Geschichte
Die Johanneskirche in Castell ist eine der älteren Kirchen der Region. Sie wurde bereits als Taufkirche der Frühchristen genutzt und im 13. Jahrhundert erstmals als Pfarrkirche erwähnt. Das Gotteshaus war danach lange Zeit Haupt- und Residenzkirche der Grafen von Castell. Dies erklärt auch den großen Neubau des 18. Jahrhunderts, für den Joseph Albert Baumeister war.

### Taufkirche (bis 16. Jahrhundert)
Die Geschichte der Johanneskirche in Castell ist eng mit dem Grafengeschlecht von Castell verbunden. Bereits gegen Ende des 11. Jahrhunderts ist ein Edelfreier in Castell überliefert. Unter den reichen Besitzungen im Dorf und seinem Umland befanden sich auch einige Gotteshäuser, die als Eigenkirchen der Familie unterstanden. Es handelte sich um die Kirchen in Großlangheim, Kleinlangheim, Mainbernheim, Marktsteft und Castell.
Die Casteller Kirche bestand damals bereits mehrere Jahrhunderte. Das Johannes-der-Täufer-Patrozinium lässt auf eine frühchristliche Taufkirche schließen, deren Zweck die Missionierung der Ostfranken war. Mit dem Investiturstreit im 12. Jahrhundert verloren die Grafen die Macht über die Kirchen. Lediglich das Patronatsrecht und mehrere Ehrenrechte, wie eine Loge in der Kirche, blieben ihnen erhalten. Außerdem waren sie als Dorfherren für die Instandhaltung des Gebäudes zuständig.
Im Jahr 1258/1266 wurde Castell erstmals als eigene Pfarrei genannt. Die vorhandene Kirche war Pfarrkirche geworden, auch für die Gläubigen der weiteren Umgebung. Die Teilungen der Herrschaft der Grafen im 13. Jahrhundert betrafen auch den Hauptort. Mit den Burggrafen von Nürnberg etablierte sich eine weitere weltliche Macht im Ort. Die Pfarrkirche St. Johannes Baptist blieb allerdings weiterhin im Besitz der Grafen.

### Reformation (bis 17. Jahrhundert)
Die Reformation im 16. Jahrhundert erreichte im Jahr 1546 auch die Grafschaft Castell. Graf Wolfgang I., ein gläubiger Katholik, war verstorben und seine Söhne neigten dem neuen Bekenntnis zu, obwohl für ihre Erziehung katholische Universitäten sorgten. Insbesondere Konrad feierte bereits evangelische Gottesdienste in der Kapelle seines Schlosses. Er verzichtete aber auf einen öffentlichen Bruch mit der katholischen Kirche, da dies Probleme mit seinem Lehnsherren, dem Würzburger Fürstbischof, zur Folge gehabt hätte.
Erst Graf Heinrich IV. lebte seinen Glauben offen aus. Er wandte sich vom Bischof ab und begab sich unter den Schutz des Herzogs Christoph von Württemberg. Im Jahr 1559 nahm die Grafschaft Castell die neue Konfession offiziell an. Mit dem Jahr 1584 erhielt Castell die Württembergische Kirchenordnung als Grundlage für alle Pfarreien der Grafschaft. Im gleichen Jahr wurde der alte Friedhof um die Kirche an seinen heutigen Standort am Rande des Dorfs verlegt.
Auf die Reformation folgte im 17. Jahrhundert die Gegenreformation der katholischen Reichsfürsten. Im Hochstift Würzburg, das die Grafschaft umgab, forcierte Julius Echter von Mespelbrunn diese Bestrebungen. Allerdings sicherte der Dreißigjährige Krieg den Protestantismus in Castell. 1631 besetzten schwedische Soldaten zeitweise das Obere Schloss und sicherten so die protestantischen Gebiete. Mit dem Westfälischen Frieden 1648 blieb Castell endgültig evangelisch.

### Neubau (bis 18. Jahrhundert)

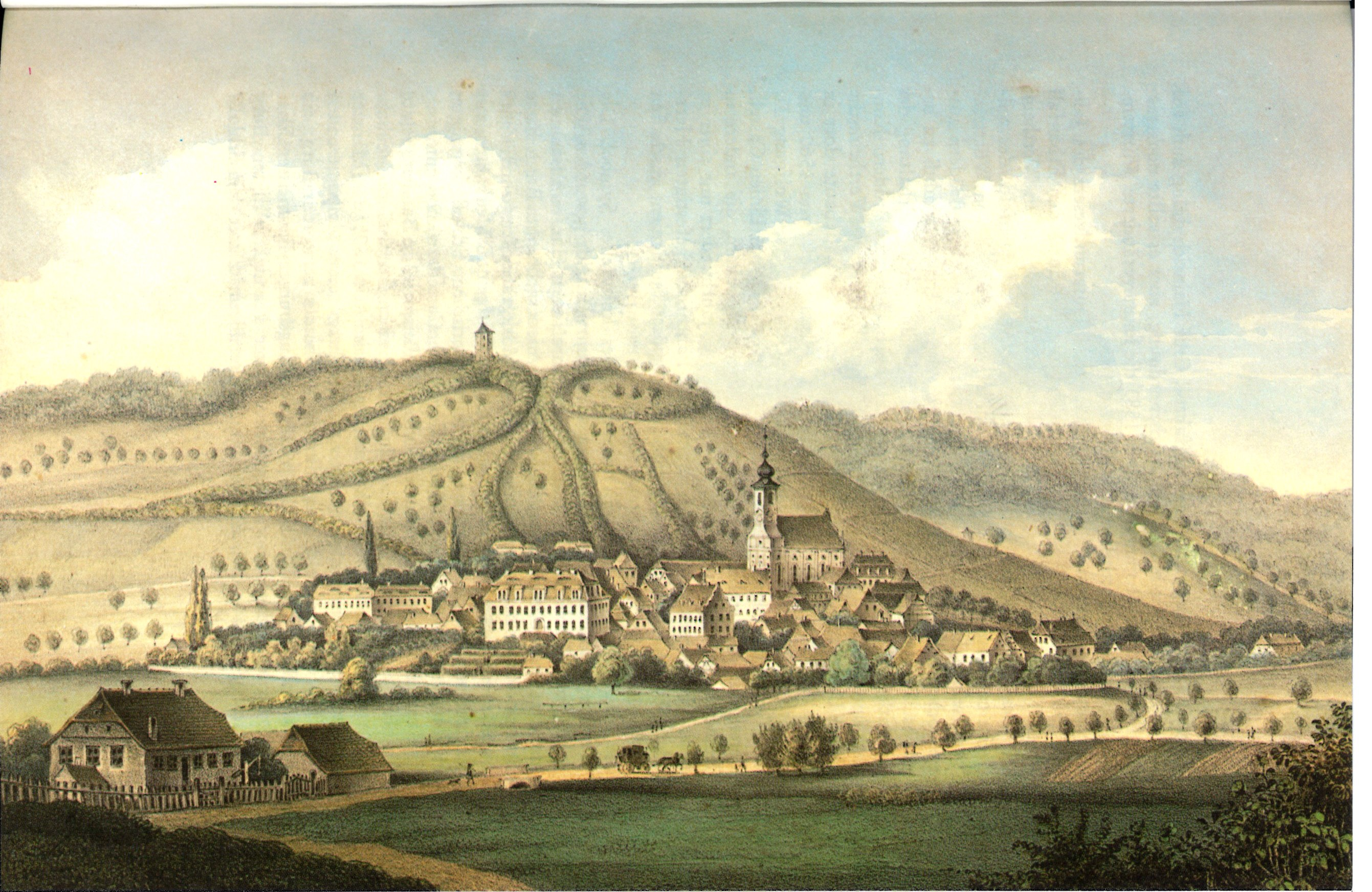
Die Kirche in Castell im 19. Jahrhundert

Die Zerstörungen des Krieges machten am Ende des 17. Jahrhunderts einen Kirchenneubau notwendig. Die „gantz baufällig Kirch“ sollte neu errichtet werden. Hierzu fehlte zunächst allerdings das Geld, sodass ein Neubau erst in der zweiten Hälfte des 18. Jahrhunderts ins Auge gefasst werden konnte. Nachdem im Jahr 1782 der Auftrag zur Erneuerung des Gebäudes vom Konsistorium vergeben worden war, konnte 1783 das Gotteshaus abgerissen werden.
Planung und Bau einer neuen Kirche erwiesen sich jedoch als schwieriger als zunächst vermutet. Zunächst legte Bauinspektor Cornelius einen ersten Entwurf vor, der vom Konsistorium wegen zu hoher Kosten abgelehnt wurde. Leutnant Scholl zu Schwarzenberg veränderte die Pläne; sie wurden wegen Unstimmigkeiten dem Erlanger Johannes Paul Sack vorgelegt, der weitere Änderungen zeichnete. Ein dritter Entwurf stammte von Regierungsrat Braun.
Zur Durchsicht sandte er seine Pläne an den Würzburger Landbauinspektor Joseph Albert. Dieser verwarf die Vorlagen Brauns als ungünstig und fertigte die vierten und letzten Entwürfe für eine neue Kirche in Castell an. Nachdem das Konsistorium einverstanden war, konnten die Arbeiten 1784 unter Bauleitung Alberts begonnen werden. Obwohl bereits im Jahr 1788 die Weihe der Kirche stattfand, dauerte es noch bis ins Jahr 1792, bis das Gotteshaus fertiggestellt war.

### Erneuerungen (bis heute)
Die neue Kirche blieb nur kurze Zeit unter der Herrschaft der Grafen von Castell. Die Herren verloren durch die Mediatisierung des Jahres 1806 ihre gesamte weltliche Macht über die Grafschaft. Die ehemalige Landeskirche Castell, die unter anderem ein eigenes Gesangbuch herausgegeben hatte, wurde in ein bayerisches Dekanat umgewandelt. Den Grafen blieben nur einige Ehrenrechte in der Kirche sowie die Festlegung der Pfarrerstellen erhalten.
Im 19. und 20. Jahrhundert wurden das Kirchengebäude und die Gemeinde nicht wesentlich verändert. Lediglich einige Renovierungen wurden am Gotteshaus vorgenommen. 1957/1958, 1964/1965 und 1977/1978 renovierte man Teile der Kirche. Mit dem Jahr 1969 erloschen auch die letzten Rechte der Grafen in der Kirche. Weitere Erneuerungen erfuhr die Johanneskirche 1993–1996 und im Jahr 2000. Das Bayerische Landesamt für Denkmalpflege ordnet das Kirchengebäude als Baudenkmal unter der Nummer D-6-75-116-14 ein.

## Architektur

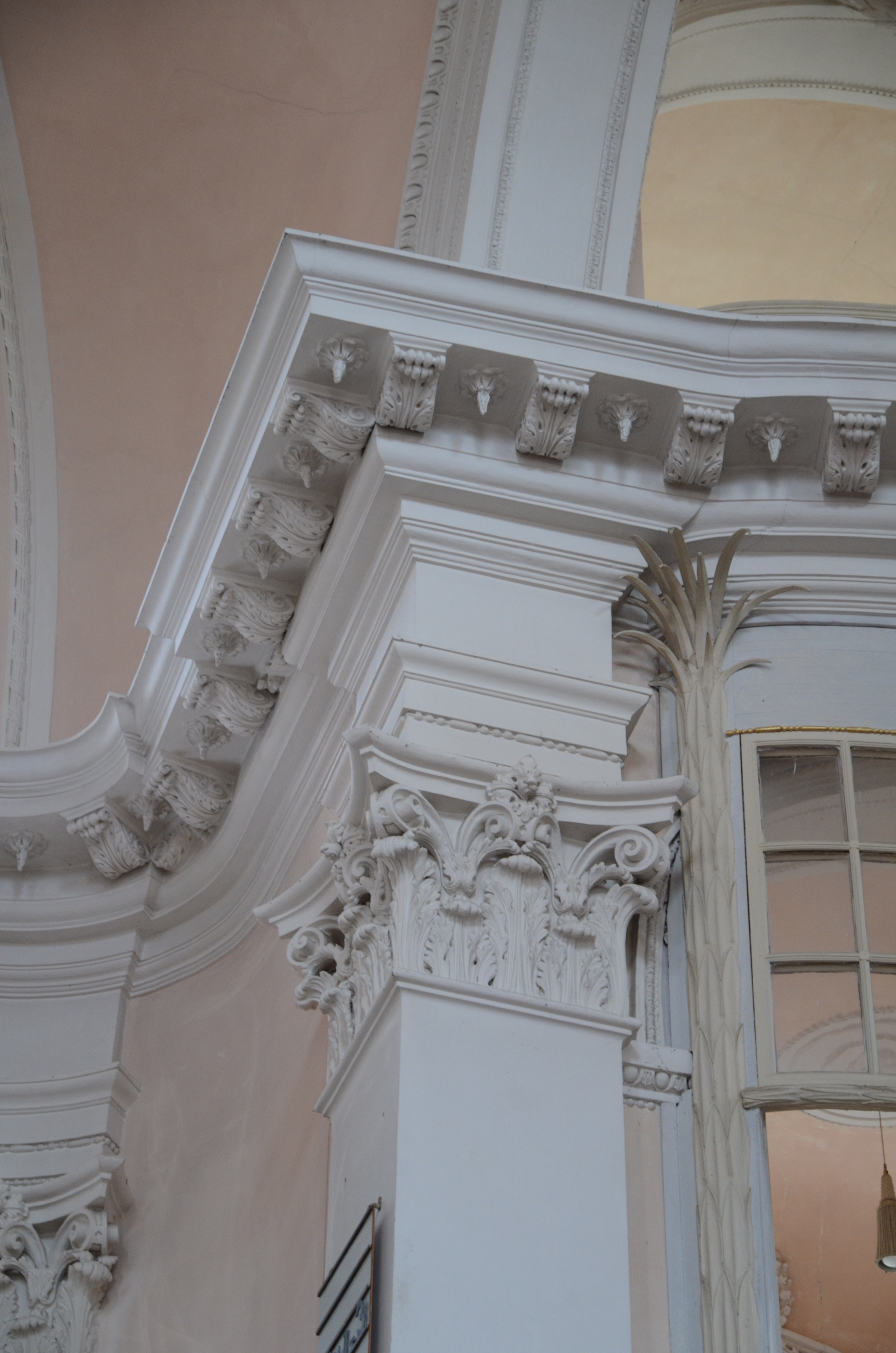
Pilastergliederung und Konsolenfries am Chorbogen

Die Kirche in Castell ist ein Saalbau. Sie ist nicht geostet, sondern wurde nach Südwesten ausgerichtet. Ein Fassadenturm befindet sich auf der Nordostseite. Mit ihren Formen zitiert die Kirche außen den Stil des Spätbarock, während innen Klassizismus überwiegt. Sie wurde im Markgrafenstil errichtet. Ein Satteldach deckt den Bau.

### Fassade und Turm
Die Fassadengliederung erfolgt durch drei Fensterachsen. Daneben sind dorische Eckpilaster zwischen das Hausteinmauerwerk eingezogen. Weitere Pilaster begrenzen einen Mittelrisalit, der als Turmunterbau dient. Ein zentrales Portal bildet den Haupteingang in das Gotteshaus. Es ist von schlichtem Gewände umgeben, das lediglich im Schlussstein einiges Rankwerk aufweist. Zwei Voluten begrenzen das Portal am Rand, ein Gesims leitet zu den darüber gelegenen Fenstern über.
Mehrere Fenster auf der Fassadenseite sind allesamt von Sandsteingewänden umgeben. Links und rechts vom Portal befinden sich zwei hohe Rundbogenfenster, ein wesentlich kleineres ist oberhalb des Einlasses angebracht. Weiter oben über zwiebelförmigen Fenstern befindet sich ein kleines Gesims, das die Pilaster abschließt und zu einem schmalen Fries überleitet. Es schließt mit einem weiteren, weit ausladenden Gesims auf Dachtraufhöhe ab.
Die darüberliegenden Fassadenbereiche gliedern vier Pilaster. Drei Rundfenster bilden die obersten Einblicke in das Kircheninnere. Lediglich der Mittelrisalit, von zwei geschweiften Flanken eingerahmt, ist nach oben hochgezogen. Schlichte Voluten begrenzen auf dieser Höhe das Kirchengebäude. Vier zentrale Rundbogenfenster darüber gehören zum Kirchturm. Auf der Nordwestseite ist eine Uhr angebracht.
Die Pilaster des Turmes gehen in einen Dreiecksgiebel über. Das achteckige Turmobergeschoss schließt sich daran an. Die Turmstube hat breite Rundbogenfenster, die außen mit Schallluken gekennzeichnet sind. Ein letztes Gesims leitet zum Turmdach über. Es erinnert mit seiner Zwiebelhaube an die späten Arbeiten von Balthasar Neumann. Eine Turmspitze, eine goldene Kugel und ein einfacher, goldener Stern schließen den Turm nach oben ab.

### Langhaus und Chor
Das Langhaus der Kirche ist außen durch fünf Fensterachsen gegliedert. Zwischen den Fenstern sind dorische Pilaster eingezogen. Auf beiden Seiten des Langhauses befindet sich zwischen der zweiten und vierten Fensterachse jeweils ein Portal, sodass die strikte Symmetrie gewahrt wird. Wie auf der Nordostseite befinden sich unten Rundbogenfenster und darüber Zwiebelfenster.
Der Chor ist nicht gewölbt. Das Gebäude schließt auf der Südwestseite gerade ab. Auch sonst weist die Chorseite kaum Unterschiede in der Fassade auf. Ein zentrales Portal, eingerahmt von zwei Rundbogenfenstern und überragt von zwiebelförmig geschlossenen Fenstern, bildet die Chorseite. Oberhalb der Dachtraufe enthält ein Fries ein zentrales Rundfenster. Darüber laufen die geschweiften Flanken in Voluten aus.
Im Langhausinneren sind die Rundbogenfenster zu einer Arkadenreihe verbunden. Das Hauptgesims darüber, mit einem Konsolenfries ausgestattet, leitet zu den Stichkappen über, die den Zwiebelfenstern Raum geben. Ein Korbbogengewölbe schließt den Raum nach oben hin ab. Der Chorbogen, von Pilastern umstellt, schließt in einem reich profilierten Rundbogen ab. Alle Stuckarbeiten sind auf den Nürnberger Johann Michael Krieger zurückzuführen.

## Ausstattung

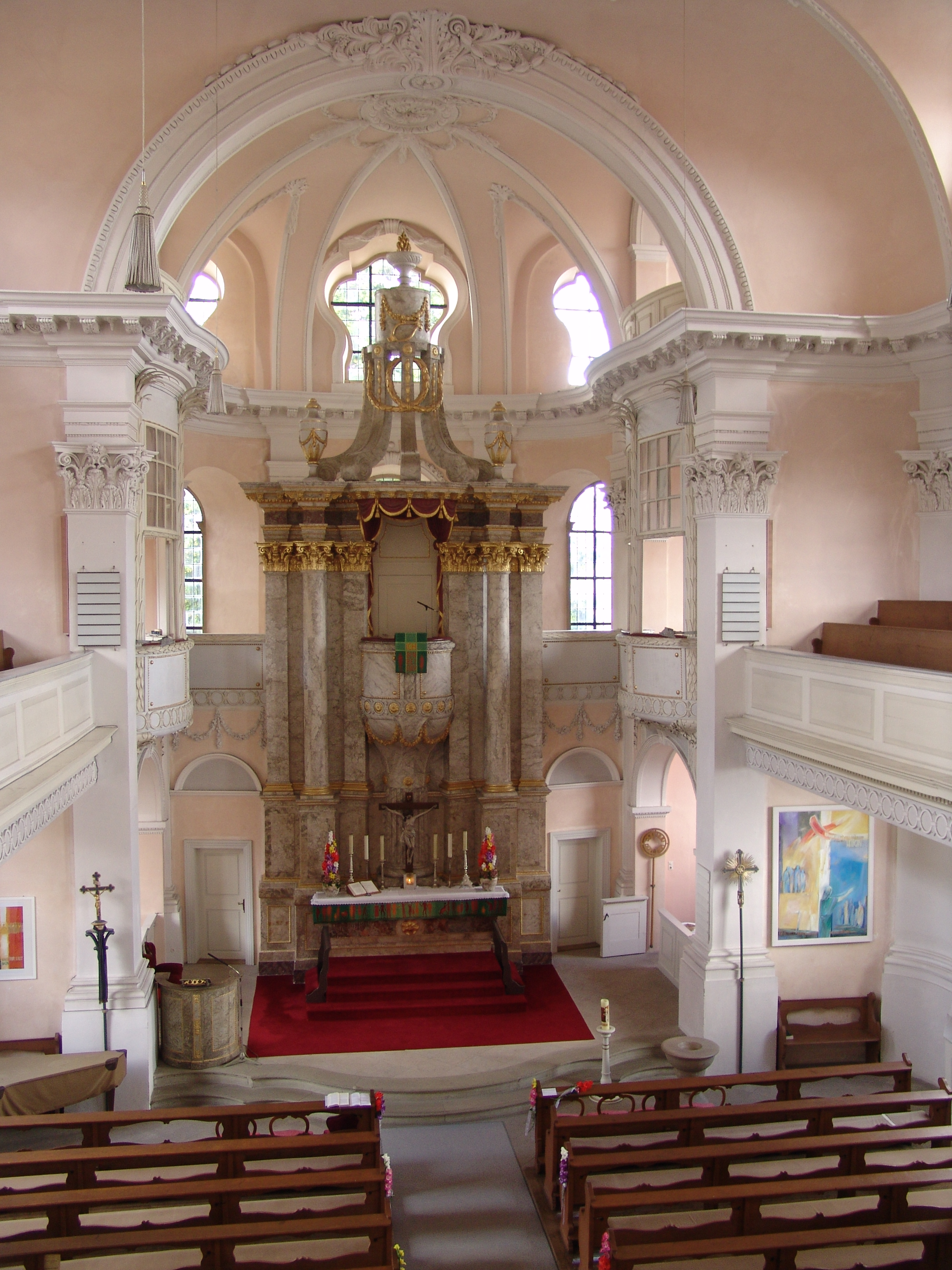
Das Kircheninnere mit dem Kanzelaltar

Die wesentlichen Elemente der Ausstattung, Altar, Kanzel und Orgel, kamen bereits während der Errichtungszeit in die Kirche. Insgesamt ist die Kirche innen sehr schlicht gehalten und wird vor allem durch die Stuckarbeiten an Decke, Wänden und Emporen gegliedert.

### Kanzelaltar
Der gewaltige Kanzelaltar beherrscht die Rückseite des Chores. Er kam im Jahr 1788 in das Gotteshaus und wurde vom Stuckateur Johann Michael Krieger errichtet, der auch die Stuckaturen im Kircheninneren ausführte. Die goldenen Einlegearbeiten ergänzte Johann Georg Baumgärtner. Alle Elemente des Altars sind aus Alabaster. Der Altaraufbau ist zweisäulig, wobei die runden Säulen von vier rechteckigen Pilastern umgeben sind. Die Säulen laufen in reich gegliederten, in Gold gefassten, korinthischen Kapitellen aus.
Zentral nimmt in der Mitte der Kanzelkorpus den Platz eines Altarblattes ein. Er ist mit kleinen Medaillons gegliedert. Den flach endenden Schalldeckel rahmt ein roter Vorhang ein. Ein breites Gesims leitet zum Auszug über, den zwei goldene Vasen begrenzen. Zentral führen sechs mit Kränzen behangene Voluten schräg zu einem runden Aufbau. Eine weitere, wesentlich größere Vase bekrönt den Altar. Das Kruzifix unterhalb der Kanzel ist ein Dachbodenfund des 20. Jahrhunderts.
Alle Verzierungselemente haben symbolischen Charakter, so weist die oben angebrachte Vase mit den Flammen auf Gotteserscheinungen im Feuer hin. Auch die Kränze am Auszug gehen auf das Alte Testament zurück: Moses soll mit ihnen die Bundeslade umgeben. Eine zentrale Lyra auf der Kanzel verweist auf die Herrschaft König Davids.

### Orgel und Emporen

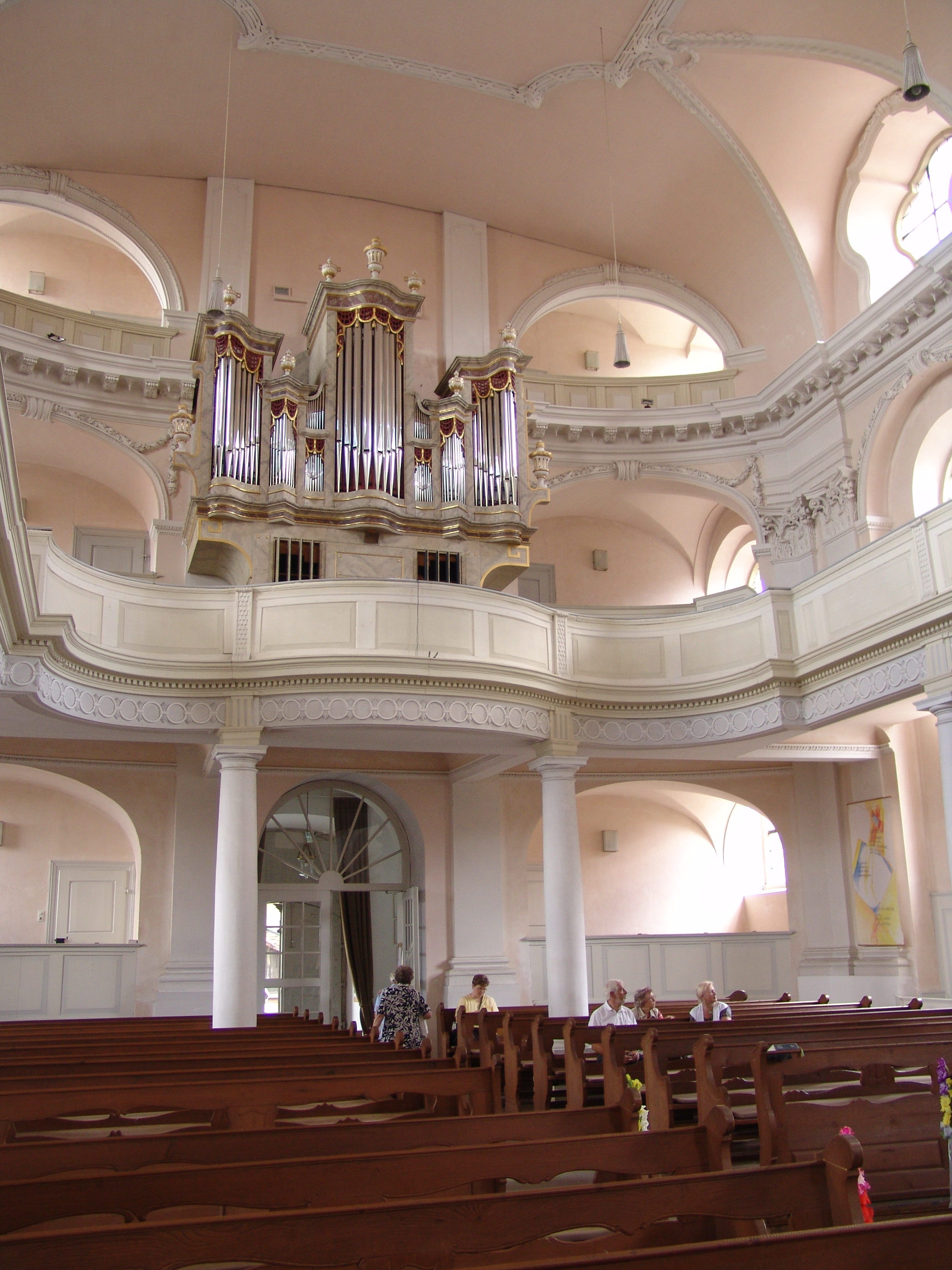
Die Kirchenorgel auf der Empore

Die Orgel wurde im Jahr 1787 vom Kitzinger Meister Franz Zettler gebaut, sie kam 1788 in das Gotteshaus und wurde in den folgenden Jahrzehnten mehrfach umgebaut. Im Jahr 1981 erneuerte die Orgelbaufirma Gerhard Schmid aus Kaufbeuren das Orgelwerk und erweiterte es auf 25 Register, die auf drei Manuale und Pedal verteilt sind, das vierte (unterste) Manual am Spieltisch ist ein Koppelmanual ohne eigene Register. Die letzte Überholung  erfuhr das Instrument im Jahr 2007. Das historische Gehäuse von 1788 besteht aus sieben Elementen, auf den breiten Gesimsen stehen Vasen. Vorhänge aus Stuck decken die Orgelpfeifen oben ab.
Eine einstöckige, von schlichten Rundsäulen gestützte Empore verläuft rings um das Kircheninnere. Am Chorbogen ist sie kurz unterbrochen, um zu den Herrschaftslogen im Chorbereich überzuleiten. Sie werden von einem Medaillenfries und einem Gesims überragt. Darüber erhebt sich eine einfache Brüstung. Der Schmuck ist lediglich bei den Logen im Chor mit Stuckgirlanden und Palmen vielfältiger. Eine Glasscheibe lässt einen Verschluss der Logen zu.

### Glocken
Die Glocken der Johanneskirche sind alle Stiftungen des Hauses Castell. Die sogenannte Segensglocke von 1656 ist die älteste und mit 66 cm Durchmesser die kleinste. Sie wird vor allem an Festtagen geläutet. Im 18. Jahrhundert kamen zwei weitere Glocken in die Glockenstube: Beide entstanden aus einer größeren Glocke, die umgegossen wurde. Es handelt sich um die Gebetsglocke des Jahres 1746 und die Friedensglocke von 1749.
Die größte Glocke der Johanneskirche ist auch ihre jüngste. Sie komplettierte im Jahr 1994 das Geläut und wurde Gnadenglocke genannt. Ihr Geläut allein erschallt nur am Karfreitag und am Buß- und Bettag. Der Anlass ihrer Stiftung war die Vermählung Stefanies von Castell mit Graf Khevenhüller-Metsch.
| Glocke | Name           | Schlagton | Durchmesser |
| ------ | -------------- | --------- | ----------- |
| 1      | Gnadenglocke   | e'        | 121 cm      |
| 2      | Friedensglocke | g'        | 101 cm      |
| 3      | Gebetsglocke   | h'        | 081 cm      |
| 4      | Segensglocke   | d'        | 066 cm      |

### Weitere Ausstattung
Im Inneren der Kirche befinden sich noch weitere Ausstattungsstücke. Ein runder Taufstein kam im Jahr 1925 in das Gotteshaus als Stiftung des Fürstenpaares Castell anlässlich der Taufe ihres Sohnes Albrecht. Ein Vortragekreuz mit einer Sanduhr in seinen Stab stammt aus dem Jahr 1827.
Ein Gemälde aus dem Jahr 1993 von Lieselotte von Crailsheim zeigt den Kirchenpatron Johannes den Täufer. Das Kirchengestühl besteht aus schlichten braunen Holzbänken. Auch die Emporen sind bestuhlt. Im Eingangsbereich hängen Porträtbilder von Personen, die sich um die Kirche verdient gemacht haben.

## Gruft
Die Gruft unterhalb der Johanneskirche beherbergt die Gebeine einiger Mitglieder der gräflichen Familie zu Castell. Die ersten stammen aus dem frühen 18. Jahrhundert, die letzte Beigesetzte kam im Jahr 1869 in die Gruft. Neben den Angehörigen der Familie sind unterhalb der Kirche noch drei weitere Personen begraben, die nicht dem Haus Castell zuzurechnen sind (siehe auch Grablege der gräflichen Familie Castell in Rüdenhausen, Grablege der gräflichen Familie Castell im Kloster Birklingen und Grablege der gräflichen Familie Castell im Kloster Vogelsburg).

## Bestattete der gräflichen Familie Castell
| Name                                                              | Lebensdaten      | Anmerkungen                                    |
| ----------------------------------------------------------------- | ---------------- | ---------------------------------------------- |
| August Franz Friedrich Graf zu Castell-Castell                    | 1705–1767        |                                                |
| Luise Henriette Gräfin zu Castell-Castell                         | 1719–1783        | geb. Gräfin von Pückler                        |
| Ludwig Friedrich Graf zu Castell-Remlingen                        | 1707–1772        |                                                |
| Ferdinande Adriane Gräfin zu Castell-Remlingen                    | 1718–1787        | geb. Gräfin zu Stolberg-Wernigerode            |
| Karoline Friederike Gräfin zu Castell-Rüdenhausen                 | 1755–1827        | geb. von Voss                                  |
| Charlotte Henriette Gräfin zu Castell-Remlingen                   | 1723–1797        |                                                |
| Christian Friedrich Graf zu Castell-Remlingen                     | 1730–1773        |                                                |
| Katharina Hedwig Gräfin zu Castell-Remlingen                      | 1730–1783        | geb. Gräfin zu Castell-Rüdenhausen             |
| Albrecht Friedrich Karl Graf zu Castell-Castell                   | 1766–1810        |                                                |
| Sophie Amalie Gräfin zu Castell-Castell                           | 1771–1823        | geb. Gräfin zu Löwenstein-Wertheim-Freudenberg |
| Dorothea Christiane Gräfin zu Castell-Castell                     | 1793–1796        |                                                |
| Albrecht Philipp Graf zu Castell-Castell                          | 1797–1797        |                                                |
| Totgeborene Comtesse des Grafen Friedrich Karl zu Castell-Castell | 1. Dezember 1800 |                                                |
| Friedrich Graf zu Castell-Castell                                 | 1791–1875        |                                                |
| Friederike Christiane Gräfin zu Castell-Castell                   | 1793–1854        | geb. Prinzessin zu Hohenlohe-Langenburg        |
| Hugo Friedrich Graf zu Castell-Castell                            | 1823–1824        |                                                |
| Totgeborener Sohn des Grafen Friedrich zu Castell-Castell         | 25. März 1835    |                                                |
| Elise Gräfin zu Castell-Castell                                   | 1819–1900        |                                                |
| Carl Graf zu Castell-Castell                                      | 1826–1886        |                                                |
| Emma Gräfin zu Castell-Castell                                    | 1831–1904        | geb. Gräfin zu Solms-Rödelheim                 |
| Emilie Gräfin zu Castell-Castell                                  | 1857–1893        |                                                |
| Clotilde Gräfin zu Castell-Castell                                | 1860–1906        |                                                |
| Elisabeth Gräfin zu Castell-Castell                               | 1879–1890        |                                                |
| Christian Friedrich Graf zu Castell-Rüdenhausen                   | 1772–1850        |                                                |
| Adolf Friedrich Erbgraf zu Castell-Rüdenhausen                    | 1805–1849        |                                                |
| Klara Erbgräfin zu Castell-Rüdenhausen                            | 1807–1838        | geb. Gräfin von Rantzau-Breitenburg            |
| Marie Erbgräfin zu Castell-Rüdenhausen                            | 1818–1888        | geb. Freiin von Thüngen                        |
| Gustav Adolph Graf zu Castell-Rüdenhausen                         | 1837–1837        | unklar                                         |
| Thekla Klara Maria Gräfin zu Castell-Rüdenhausen                  | † 1860           |                                                |
| Adelheit Berta Thekla Gräfin zu Castell-Rüdenhausen               | † 1869           |                                                |

## Pfarrer
| Leonhard Hüler               | 1594–1607      | |
| Sebastian Weidling           | 1607–1614      | |
| Andreas Michael Lehming      | 1614–1617      | |
| Heinrich Staudacher          | 1618–1634      | |
| Christian Hüler              | 1635–1640      | |
| Johannes Kitzfelder          | 1640–1650      | |
| Johannes Hänlein             | 1650–1651      | |
| 1652 unbesetzt               |                | |
| Johannes Wilhelm Rösch       | 1652–1662      | |
| Andreas Michael Brückner     | 1662–1667      | |
| Johann Christoph Beck        | 1668–1674      | |
| Johann Conrad Waldenburger   | 1674–1684      | |
| Casimir Veit                 | 1685–1686      | |
| Johann Jakob Furckel         | 1686           | |
| Johann Conrad Trautner       | 1687–1697      | |
| Johannes Leipold             | 1697           | Pfarrverweser                                                                                         |
| Johann Georg Dietz           | 1697–1717      | |
| Johann Heinrich Nusch        | 1718–1724      | |
| Johann Heinrich Dietz        | 1724–1725      | Pfarrverweser                                                                                         |
| Johann Christoph Engelhardt  | 1725–1749      | |
| N. Adami und N. Grieninger   | 1749           | Pfarrverweser                                                                                         |
| Andreas Creutzberger         | 1750–1755      | |
| Johann Bauer                 | 1755–1763      | |
| Karl Heinrich Stephani       | 1798–1807      | letzter Pfarrer in der Grafschaft Castell                                                             |
| Georg Heinrich Gerber        | 1808–1816      | |
| Joseph August Sucro          | 1816–1845      | |
| Georg Friedrich Wilhelm Funk | 1845–1867      | |
| Eduard Ludwig Preu           | 1868–1892      | |
| Johann Heinrich Ernst Harleß | 1892–1906      | |
| Wilhelm Rüdel                | 1907–1911      | |
| Konrad Ludwig Stock          | 1911–1923      | |
| Ernst Veit                   | 1923–1928      | |
| Rudolf Mebs                  | 1929–1966      | * 1896, gleichzeitig Dekan, Kirchenrat, † 1975                                                        |
| Willi Schmitt                | 1966–1989      | gleichzeitig Dekan                                                                                    |
| Georg Güntsch                | 1990–2006      | gleichzeitig Dekan, anschließend Bischof der Deutschen Evangelisch-Lutherischen Kirche in der Ukraine |
| Günther Klöss-Schuster       | 2008–amtierend | gleichzeitig Dekan                                                                                    |